# Georg Simon Klügel
Georg Simon Klügel   (Hamburg, 19 d'agost de 1739 - Halle, 4 d'agost de 1812) fou un matemàtic alemany del segle xviii.

## Vida
Klügel era fill d'un mercader d'Hamburg. Va estudiar al Johanneum i al Gymnasium Academicum d'aquesta ciutat, rebent una bona formació matemàtica i sent encoratjat pels seus professors a continuar els estudis matemàtics. Tot i així, el 1760 va ingressar a la universitat de Göttingen amb la intenció d'estudiar teologia. A la universitat es va trobar amb el professor Kästner, qui va descobrir els seus talents i el va fer canviar d'estudis.
El 1763 llegiria la seva tesi doctoral sobre el cinquè postulat d'Euclides, obra que influí en Lambert, en Franz Taurinus, en F. K. Schweikart i, probablement, en el propi Gauss.
Va romandre a Göttingen fins al 1765 en què va marxar a Hannover en ser nomenat editor de la revista Intelligenzblatt. El 1767 va ser escollit professor a la universitat d'Helmstedt (Baixa Saxònia).
El 1769 es va casar a Hamburg, matrimoni del que van sorgir vuit fills.
Finalment, el 1788, va ser nomenat catedràtic de Física i Matemàtiques a la universitat de Halle, substituint el difunt Karsten, on va romandre fins a la seva mort el 1812, tot i que a partir de 1808, i degut a una severa malaltia, va abandonar pràcticament totes les tasques docents i de recerca.

## Obra
A part de la seva influent tesi doctoral ja citada, Klügel va publicar diversos llibres que van ser ràpidament oblidats dels anals de les matemàtiques.
La publicació de Analytische Trigonometrie (Brunswick, 1770) va significar la introducció de la concepció moderna de funció trigonomètrica i en el que demostrava les relacions entre les diferents funcions.
Menys interès té el seu llibre en dos volums Analytische Dioptrik (Leipzig, 1778).
També té interés el seu article Über die Lehre von den entgegengesetzten Grössen (Sobre la teoria de les mesures oposades), publicat el 1795 i en el que fa una aferrissada defensa dels nombres negatius i que, segurament, va tenir influència en l'obra de Kant.
Però la seva obra més important, i també la més monumental, és el seu diccionari de matemàtiques Mathematisches Wörterbuch oder Erklärung der Begriffe, Lehrsätze, Aufgaben und Methoden der Mathematik, del que en va publicar tres volums entre 1803 i 1808 a Leipzig. L'obra seria continuada pels seus successors Karl Brandan Mollweide i Johann August Grunert que en publicarien tres volums més entre 1823 i 1836. L'obra, a més d'elucidar els conceptes matemàtics i les seves demostracions, fa amples observacions històriques tant en les matemàtiques pures com en les aplicades.